# Giovanni D'Avossa (militare)
(Erwin Rommel, 1941)
Giovanni d'Avossa (Napoli, 1º gennaio 1902 – ? ...) è stato un militare italiano, insignito nel 1950 della medaglia d'oro al valor militare.

## Biografia
Giovanni d'Avossa era discendente da un ramo collaterale dei d'Avossa di Bergara, ramo italiano dei baroni Abos de Bergara, originari della città di Tramacastilla (Aragona), trasferitisi a Salerno agli inizi del 600. Si avviò giovanissimo alla carriera militare, entrando al Collegio Militare della Nunziatella di Napoli come allievo del corso 1917-1920. Ammesso all'Accademia Militare, ne uscì con il grado di sottotenente dell'Arma di Artiglieria, percorrendo quindi i primi gradi della gerarchia militare.
Nell'estate del 1940, sposato e divenuto padre da pochi mesi di Gianalfonso, rifiutò di intraprendere azioni di guerra contro la Francia. Al rifiuto fece seguire una lettera al principe Umberto nella quale lo sollecitava a desistere dal proposito
facendo seguire ad essa un lunghissimo silenzio durato poi trentotto anni.
Capitano di artiglieria in servizio permanente effettivo, durante la seconda guerra mondiale combatté in Africa settentrionale nel 45º reggimento artiglieria divisionale Cirene: Si distinse per il valore mostrato nella battaglia di Bardia, meritando, caso unico, la segnalazione degli stessi inglesi che gli sarebbe valsa la Medaglia d'oro al Valor militare.
Per l'Ufficio storico dello Stato maggiore dell'esercito, ha curato la monografia Seconda controffensiva italo-tedesca in Africa settentrionale : da El Agheila a El Alamein : gennaio-settembre 1942, pubblicata nel 1951.
Al generale Giovanni d'Avossa è stato intitolato il 186º corso della Scuola militare Nunziatella (1973-76). Il figlio Gianalfonso, a sua volta ex-allievo della Nunziatella, è diventato generale di divisione, comandando tra l'altro la Brigata "Ariete".